# Irena Aleksaitė (teatrolog)
Irena Aleksaitė (ur. 9 sierpnia 1933 w Telszach, zm. 7 sierpnia 2018 w Wilnie) – litewska teatrolog.

## Życiorys
Studiowała w latach 1954–1959 na Wydziale Teatrologicznym Instytutu Teatru Leningradzkiego, Muzyki i Kinematografii. W 1964 roku ukończyła Instytut Historii Sztuki w Moskwie. W latach 1970–1985 prowadziła zajęcia z marksizmu-leninizmu na Wydziale Filozofii Wileńskiego Instytutu Inżynierii Lądowej. Następnie przez 3 lata pracowała w Akademii Muzycznej w Bratysławie. W 1987 roku otrzymała tytuł profesora. Od 1988 roku prowadziła zajęcia na Wydziale Historii i Teorii Sztuki w Konserwatorium Litewskim (obecnie Litewska Akademia Muzyki i Teatru). Równocześnie była kierownikiem wydziału teatrologii w Litewskim Instytucie Kultury i Sztuki. Pochowana w Wilnie na cmentarzu w Saltoniškės.
Była siostrą litewskiego kompozytora Jonasa Aleksa i siostrą Natalii Rimantė Dušauskienė-Duž.
Opublikowała ponad 450 artykułów dotyczących teatru w prasie litewskiej i zagranicznej.

## Nagrody
- W 2013 roku Minister Kultury Litwy przyznał jej przyznawaną od 2010 roku nagrodę Nešk savo šviesą ir tikėk (Weź swoje światło i uwierz)[4].
- Za zasługi kultury otrzymała Krzyż Oficerski Orderu Wielkiego Księcia Giedymina[6].